# Franco Berlanda
Franco Berlanda (Trento, 21 novembre 1921 – Torino, 29 giugno 2019) è stato un partigiano, architetto e urbanista italiano.

## Biografia

### Gioventù
Da giovane si dedica alla corsa, diventa un atleta di valore nazionale e corre per il gruppo sportivo "Cesare Battisti" di Trento, allenato da Ottone "Bill" Cestari. Si iscrive ad architettura a Milano nel 1941, ma viene chiamato alle armi. Frequenta il corso allievi per diventare sergente di artiglieria alpina a Merano, poi quello di ufficiale di complemento a Bra: ottiene così i gradi di sottotenente degli Alpini. Dopo l'8 settembre 1943 si rifugia in Svizzera, e viene internato a Losanna. Tra 1943 e 1944 ha comunque modo di frequentare corsi di architettura al Politecnico Federale ed entra in contatto con altri intellettuali e attivisti italiani. È il gruppo degli "svizzeri" che, con l'arrivo della primavera 1944 rientra in Italia per partecipare attivamente alla lotta di liberazione. A Cogne, Berlanda e i commilitoni contribuiscono a eliminare la presenza nazifascista nella valle e a fondare la prima repubblica partigiana in Italia. Alla parata di Torino del 6 maggio 1945 Berlanda marcia alla testa del Raggruppamento 2ª e 4ª Divisione Garibaldi "Valli di Lanzo e Canavese" in qualità di capo di stato maggiore.

### La carriera professionale e accademica
Dopo la fine della seconda guerra mondiale si laurea in architettura nel 1948, al Politecnico di Torino, con una tesi sulle "Case collettive". Nello stesso anno è nominato preside del Convitto Rinascita a Villa Rey e insegna disegno.
Tra le amicizie e i contatti sviluppati durante la Resistenza, di particolare importanza sono il sodalizio con Giulio Einaudi, che gli offre un lavoro alla casa editrice di cui progetta la ristrutturazione della sede di via Biancamano, e quello con Ernesto Nathan Rogers. È così che può partecipare attivamente all'VIII congresso del CIAM (Bergamo, 1949) e alle summer schools di Londra (1951) e Venezia (1952).
Nel 1950 vince il concorso per il posto di Capo Servizio Tecnico all'Istituto Autonomo Case Popolari di Torino, dove trascorrerà un decennio, dopo aver progettato e costruito un migliaio di alloggi a Torino e in provincia. I più significativi esempi sono il riordino del Villaggio Rurale e le tipologie adottate per gli edifici della legge n. 640.
I primi sodalizi professionali sono con Sergio Nicola e Alberto Todros, assieme ai quali vince i concorsi a Torino per la Porta Palatina, e per la Zona Culturale, per le abitazioni INA Casa a Alessandria e Favria, e il primo premio al concorso per il Lido di Trento. Nel 1952 ottiene il primo premio anche ai due concorsi con Angelo Mangiarotti: il Club per ragazzi al QT8 di Milano e un Asilo d'infanzia a Modena, presentato alle Olimpiadi Culturali della Gioventù. Il successivo studio è con Carlo Bassi e Goffredo Boschetti. L'impegno nel ricordo della memoria per la lotta di liberazione si traduce negli stessi anni in una serie di monumenti, come quello ai caduti del Colle del Lis (1955) e quello al colle del Montoso (1952). Nel 1961 diventa socio di Gino Becker, con cui avrà un decennio molto proficuo, come testimonia l'edificio di appartamenti di Piazza Adriano a Torino del 1965.
Nel 1960 viene eletto consigliere provinciale per il Partito Comunista Italiano, nel Collegio del Lingotto, dove rimane sino al 1964, e nominato come Consigliere del Parco nazionale del Gran Paradiso, carica che ricopre dal 1960 al 1972.
Dopo essere stato libero docente all'Accademia Albertina, nel 1968 riceve la prima chiamata come professore all'Università degli Studi di Palermo, poi Torino (1972-74) e finalmente Venezia (1976) dove rimarrà fino alla pensione. L'attività di insegnamento lo porta progressivamente lontano dalla pratica professionale; gli ultimi edifici di edilizia scolastica vengono completati agli inizi degli anni settanta.
Il periodo veneziano è denso di nuovi sodalizi umani e gli consente un ampliamento dei confini geografici in cui operare. I dialoghi con i colleghi all'Istituto Universitario di Architettura, e all'ILAUD di Giancarlo de Carlo aprono una nuova stagione di impegno sulle relazioni tra spazio e società, con i nascenti programmi Erasmus e missioni internazionali.
Dopo due mandati come direttore del Dipartimento di Urbanistica, va in pensione nel 1995. Nel 1997 deposita presso l'Archivio della Biblioteca centrale di Architettura di Torino il materiale del suo studio, creando così il "Fondo Franco Berlanda".

### Gli anni duemila
Nel 2004 è nominato nella Commissione di Esperti per la revisione del Piano territoriale di Coordinamento della Provincia di Torino e nel 2007, come esperto, nell'Osservatorio tecnico per la tratta ferroviaria Torino-Lione. Nel 2015, in occasione del 70° della liberazione, gli viene consegnato la Medaglia della liberazione da parte del Ministro della difesa e in Aula Consigliare gli viene conferito, in qualità di ex consigliere provinciale, dal sindaco Piero Fassino un attestato d'onore "in ricordo del suo impegno Partigiano".
Nel 2017 inaugura, e nel 2019 completa con il sostegno di Malcolm Einaudi, un nuovo monumento alla memoria dei partigiani "svizzeri" ad Alpette, in val di Lanzo.
Si spegne a casa sua in via Sei Ville 15 a Torino, un edificio che aveva progettato nel 1958, nel giugno 2019 all'età di 97 anni.

## Onorificenze
Cittadinanza onoraria di Alpette (TO), 25.4.2016